# Ихия, Зоди
Зоди Ихия (фр. Zodi Ikhia; 1 января 1919, Виндитан, Тиллабери — 16 февраля 1996, Ниамей) — государственный и политический деятель Нигера.

## Биография
Родился приблизительно в 1919 году в Виндитене в богатой семье туарегов; его отец был известным человеком из Тагагара. Получил начальное образование в Ниамее и высшее образование в «École normale supérieure William Ponty» в Дакаре. В 1941 году начал преподавать в школах для кочевников. Затем стал директором школы «Ecole des enfants de troupe» в Бинжервиле, а затем в «Ecole des Kel Gress d’Arzérori».
В 1946 году присоединился к «Нигерской прогрессивной партии», филиалу «Африканского демократического объединения». В 1948 году был избран в генеральный совет Тахуа. Начиная с 1948 года стал активным участником профсоюзного движения учителей Нигера. В 1949 году присоединился к Союзу независимых и сочувствующих Нигера («UNIS»), который был связан с «Демократическим и социалистическим союзом сопротивления» («UDSR»). На выборах в законодательные органы 1951 года избран в Национальное собрание Франции по списку «UNIS» во главе с Жоржем Кондатом (который выиграл оба места в Нигере). В следующем году был избран в территориальной собрание Нигера, представляя Филинг и в Большой совет Французской Западной Африки, где оставался до 1957 года.
В Национальном собрании Франции до 1953 года работал в составе группы «UDSR». Затем присоединился к группе «Независимые зарубежные организации» (IOM). В Национальном собрании несколько раз работал в составе Национальной комиссии по образованию. В январе 1953 года был включен в Комиссию по промышленному производству. После перехода в «Независимые зарубежные организации» оказался в политической изоляции. На выборах в законодательные органы в 1956 году баллотировался в списке «UNIS». Потерял своё место в Национальном собрании, проиграв Нигерским блоку действий во главе с Жоржем Кондатом.
После окончания выборов Зоди Ихия и его сторонники перегруппировались и 6 марта 1957 года сформировали новую партию под названием «Нигерский демократический фронт», который был связан с Африканской конвенцией. Был редактором партийного журнала «L’Unité». 31 декабря 1958 года было сформировано первое правительство Республики Нигер и он был назначен министром образования, молодёжи и спорта. На этой должности вступил в конфликт с министром внутренних дел и в 1960 году был понижен в должности до государственного секретаря национальной обороны. Во время работы в правительстве Нигера осуществил визит в Израиль.
Позже Зоди Ихия стал министром страны по делам Африки. В 1963 году участвовал в неудавшемся государственном перевороте, был арестован и приговорён к смертной казни. Затем был освобожден от казни, а его приговор заменён на тюремное заключение. В 1971 году был освобожден из тюрьмы и не стал продолжать политическую деятельность на свободе. В 1996 году скончался в Ниамее.